# Lilla Fårasjön
Lilla Fårasjön är en sjö i Hylte kommun i Halland och ingår i Suseåns huvudavrinningsområde.